# Суходольный (Ростовская область)
Суходо́льный — посёлок в Верхнедонском районе Ростовской области.
Входит в состав Мешковского сельского поселения.

## Население
| 1989 | 2002 | 2010 |
| ---- | ---- | ---- |
| 575  | ↘566 | ↘561 |

## Улицы
| - ул. Ангарная, - ул. Клубная, - ул. Красноармейская, - ул. Механизаторов, - ул. Молодёжная, | - ул. Нижняя, - ул. Степная, - ул. Угловая, - ул. Центральная, - ул. Школьная, | - пер. Короткий, - пер. Овражный, - пер. Тупиковый. |

## Археология
Территория Ростовской области была заселена ещё в эпоху неолита. Люди, живущие на древних стоянках и поселениях у рек, занимались в основном собирательством и рыболовством. Степь для скотоводов всех времён была бескрайним пастбищем для домашнего рогатого скота. От тех времен осталось множество курганов с захоронениями жителей этих мест. Курганы и курганные группы находятся на государственной охране.
Поблизости от территории хутора Сухого Лога Верхнедонского района расположено несколько достопримечательностей — памятников археологии. Они охраняются в соответствии с Федеральным законом от 25.06.2002 N 73-ФЗ «Об объектах культурного наследия (памятниках истории и культуры) народов Российской Федерации», Областным законом от 22.10.2004 N 178-ЗС «Об объектах культурного наследия (памятниках истории и культуры) в Ростовской области», Постановлением Главы администрации РО от 21.02.97 N 51 о принятии на государственную охрану памятников истории и культуры Ростовской области и мерах по их охране и др.
- Курганная группа «Калиничев I» из 2 курганов. Находится на расстоянии около 1,3 км к юго-западу от хутора Сухого Лога.
- Курганная группа «Калиничев II» (2 кургана). Находится на расстоянии около 0,8 км к северо-западу от хутора Сухого Лога.
- Курганная группа «Калиничев III» (4 кургана). Находится на расстоянии около 1,0 км к северо-западу от хутора Сухого Лога.
- Курганная группа «Шалаев I» (5 курганов). Находится на расстоянии около 1,9 км к северу от хутора Сухого Лога[4].